# Susil Kumar Mukerjee
Susil Kumar Mukerjee (1909-1997) fue un botánico, curador indio, que se desarrolló académicamente en el "Departamento de Botánica", y curador del herbario del Real Jardín Botánico de Calcuta.

## Algunas publicaciones

### Libros
- 1990. College Botany. Vol. 3, editor New Central Book Agency (P) Ltd. 84 pp. ISBN 8173813086, ISBN 9788173813085
- 1940. A Revision of the Labiatœ of the Indian Empire. Records of the Botanical Survey of India 14 (1) 228 pp.

## Eponimia
Género
- (Lamiaceae) Susilkumara Bennet[3]

Especies
- (Annonaceae) Miliusa mukerjeeana Debika Mitra & Chakr.[4]
- (Caryophyllaceae) Arenaria mukerjeeana (Majumdar) H.Hara[5]
- (Lamiaceae) Salvia mukerjeei Bennet & Raizada[6]